# 北原巌男

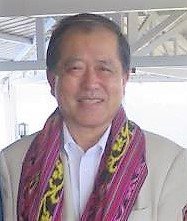
北原 巌男

北原 巌男（きたはら いわお、1947年〈昭和22年〉7月20日 - ）は、日本の防衛官僚、外交官。防衛施設庁長官等を経て、2008年（平成20年）7月29日から東ティモール駐箚特命全権大使。

## 人物・経歴
長野県上伊那郡高遠町（現・伊那市高遠町）荊口出身。長野県上田高等学校を経て、1972年（昭和47年）中央大学法学部を卒業し、防衛庁（現在の防衛省）に入庁する。
- 1977年（昭和52年） 人事教育局教育課部員
- 1978年（昭和53年） 長官官房総務課部員
- 1979年（昭和54年） 外務省在カナダ大使館二等書記官、同一等書記官
- 1982年（昭和57年） 防衛局調査第一課部員、同調査第一班長
- 1984年（昭和59年） 防衛局防衛課部員年度班長
- 1986年（昭和61年） 装備局管理課部員
- 1987年（昭和62年） 長官官房総務課部員、長官官房企画官
- 1988年（昭和63年） 防衛施設庁広島施設局施設部長
- 1990年（平成2年） 防衛局調査第二課長
- 1992年（平成4年） 人事局人事第三課長
- 1994年（平成6年） 防衛施設庁総務部会計課長
- 1995年（平成7年） 人事局人事第一課長
- 1996年（平成8年） 長官官房秘書課長
- 1997年（平成9年） 7月1日 防衛審議官兼秘書課長
- 1998年（平成10年） 防衛施設庁那覇施設局長
- 2000年（平成12年） 7月 運用局長
- 2002年（平成14年） 8月 管理局長
- 2003年（平成15年）8月1日 官房長
- 2005年（平成17年）8月8日 防衛施設庁長官
- 2007年（平成19年）8月31日 防衛施設庁廃止に伴い退官
- 2008年（平成20年）4月 損保ジャパン顧問
- 2008年（平成20年）9月 東ティモール駐箚特命全権大使
- 2017年（平成29年）11月 瑞宝重光章受章

## 同期
- 山崎信之郎（三菱電機電子システム事業本部顧問・防衛省運用企画局長）